# Neacoryphus admirabilis
Neacoryphus admirabilis är en insektsart som först beskrevs av Philip Reese Uhler 1872.  Neacoryphus admirabilis ingår i släktet Neacoryphus och familjen fröskinnbaggar. Inga underarter finns listade i Catalogue of Life.